# Nash-Gletscher
Der Nash-Gletscher ist ein 30 km langer Gletscher im ostantarktischen Viktorialand. In den Admiralitätsbergen entwässert er die Nordhänge der Dunedin Range und mündet gemeinsam mit dem Dennistoun- und dem Wallis-Gletscher an der Pennell-Küste östlich des Kap Scott in die Somow-See.
Der United States Geological Survey kartierte ihn anhand eigener Vermessungen und Luftaufnahmen der United States Navy aus den Jahren von 1960 bis 1963. Das Advisory Committee on Antarctic Names benannte ihn 1970 nach Leutnant Arthur R. Nash, Hubschrauberpilot der Flugstaffel VX-6 bei der Operation Deep Freeze in den Jahren 1967 und 1968.